# Etelä-Kerttu
Etelä-Kerttu (Kertorna) är en ö i Finland. Den ligger i Bottenviken och i kommunen Karleby i den ekonomiska regionen  Karleby i landskapet Mellersta Österbotten, i den nordvästra delen av landet. Ön ligger omkring 15 kilometer norr om Karleby och omkring 430 kilometer norr om Helsingfors.
Öns area är 2,7 hektar och dess största längd är 330 meter i öst-västlig riktning. Intill ligger Pohja-Kerttu.